# Vagn Holmboe

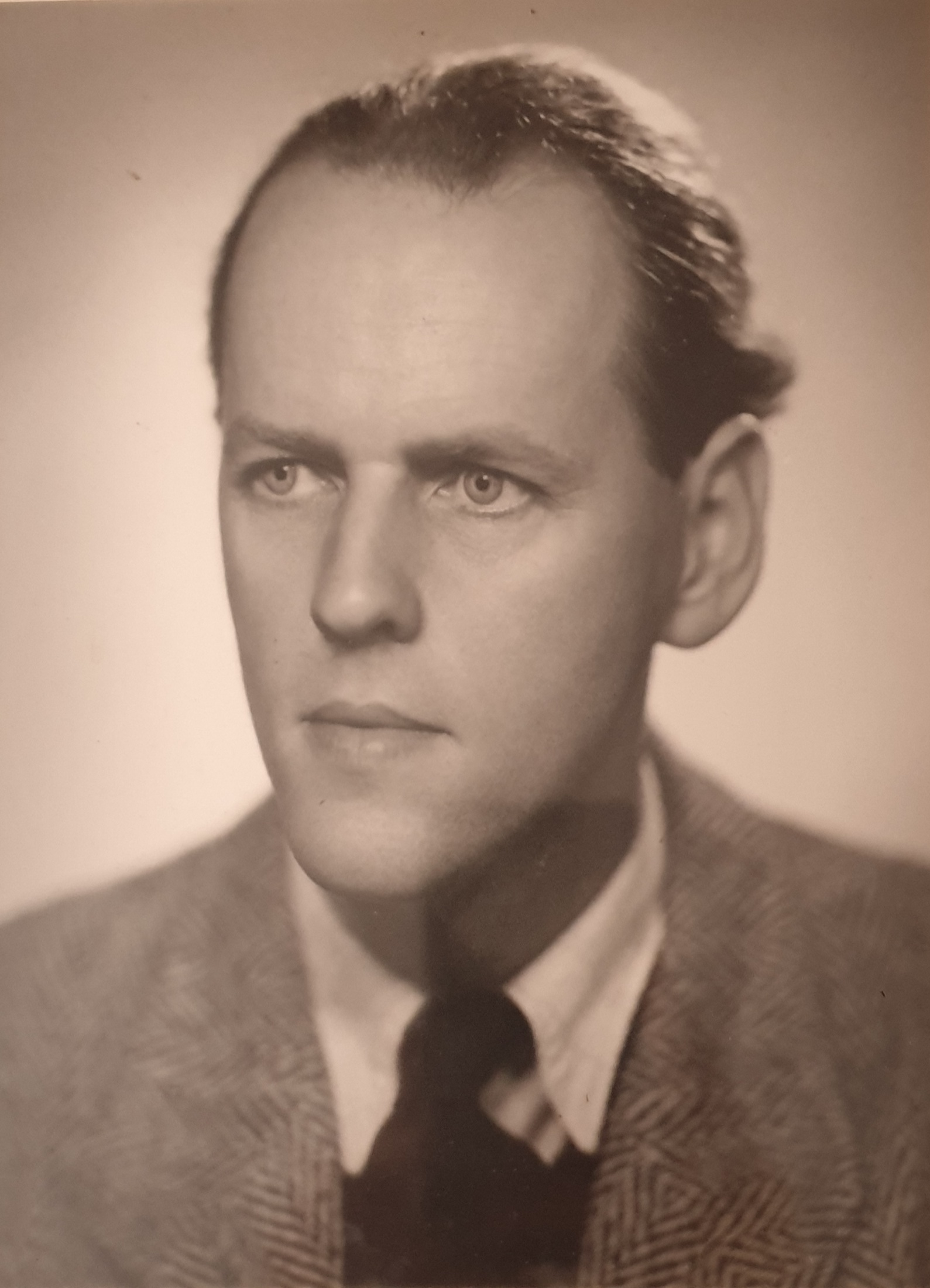
Vagn Homboe, 1950

Vagn Gylding Holmboe (Horsens, 20 dicembre 1909 – 1º settembre 1996) è stato un compositore danese.

## Lista parziale di opere
Sinfonie
- Symphony No. 1, 1935, for chamber orchestra, M. 85
- Symphony No. 2, 1938–9, M. 107
- Symphony No. 3, 1941, Sinfonia rustica, M. 126
- Symphony No. 4, 1941, Sinfonia sacra for chorus and orchestra, M. 132
- Symphony No. 5, 1944, M. 145
- Symphony No. 6, 1947, M. 155
- Symphony No. 7, 1950, M. 167
- Symphony No. 8, 1952, Sinfonia boreale, M. 175
- Symphony No. 10, 1970–2, M. 250

Concerti
- Cello concerto, 1974–9, M. 273
- Recorder Concerto, 1974, M. 275
- Flute Concerto No. 1, 1975–6, M. 279
- Tuba Concerto, 1976, M. 280
- Flute Concerto No. 2, 1981–2, M. 307